# هاوانا (داکوتای شمالی)
هاوانا(به انگلیسی: Havana) شهری در ایالت داکوتای شمالی کشور ایالات متحده آمریکا است که جمعیت آن در سرشماری سال ۲۰۱۰ میلادی، ۷۱ نفر بوده‌است.